# بخش بویسترینگ، شهرستان ایتاسکا، مینه سوتا
بخش بویسترینگ (به انگلیسی: Bowstring Township) یک منطقهٔ مسکونی در ایالات متحده آمریکا است که در شهرستان ایتاسکا، مینه‌سوتا واقع شده‌است.
 بخش بویسترینگ ۹۳٫۱ کیلومتر مربع مساحت و ۲۳۰ نفر جمعیت دارد و ۴۰۳ متر بالاتر از سطح دریا واقع شده‌است.